# Manfred Kokot
Manfred Kokot (* 3. ledna 1948, Templin, Braniborsko, Sovětská okupační zóna Německa) je bývalý atlet sprinter, reprezentující Německou demokratickou republiku, který získal stříbrnou olympijskou medaili ve štafetě běhu 4×100 metrů na LOH 1976 v Montrealu (celkový čas 38,66 sekundy). Jeho kolegy v týmu byli Jörg Pfeifer, Klaus-Dieter Kurrat a Alexander Thieme.
V roce 1971 vytvořil evropský rekord v běhu na 100 metrů časem 10,0 sekundy a roku 1973 v Berlíně halový světový rekord v běhu na 50 m časem 5,61 sekundy. Dodnes je tento čas platným halovým evropským rekordem.

## Komentář Karola Poláka
Do českého povědomí se Manfred Kokot zapsal díky provokativní poznámce komentátora Karola Poláka: „Podľa očakávania zvíťazil Manfred Kokot z NDR. A naši, bohužiaľ, dobehli predposledný a posledný. Aká škoda, že aj u nás doma nemáme takýchto Kokotov!“

## Osobní rekordy
Hala
- Běh na 50 metrů – 5,61 s, Berlín, 4. 2. 1973 - Současný evropský rekord